# Erebia stirius
Erebia stirius är en fjärilsart som beskrevs av Jean Baptiste Boisduval 1823. Erebia stirius ingår i släktet Erebia och familjen praktfjärilar. Inga underarter finns listade i Catalogue of Life.

## Bildgalleri

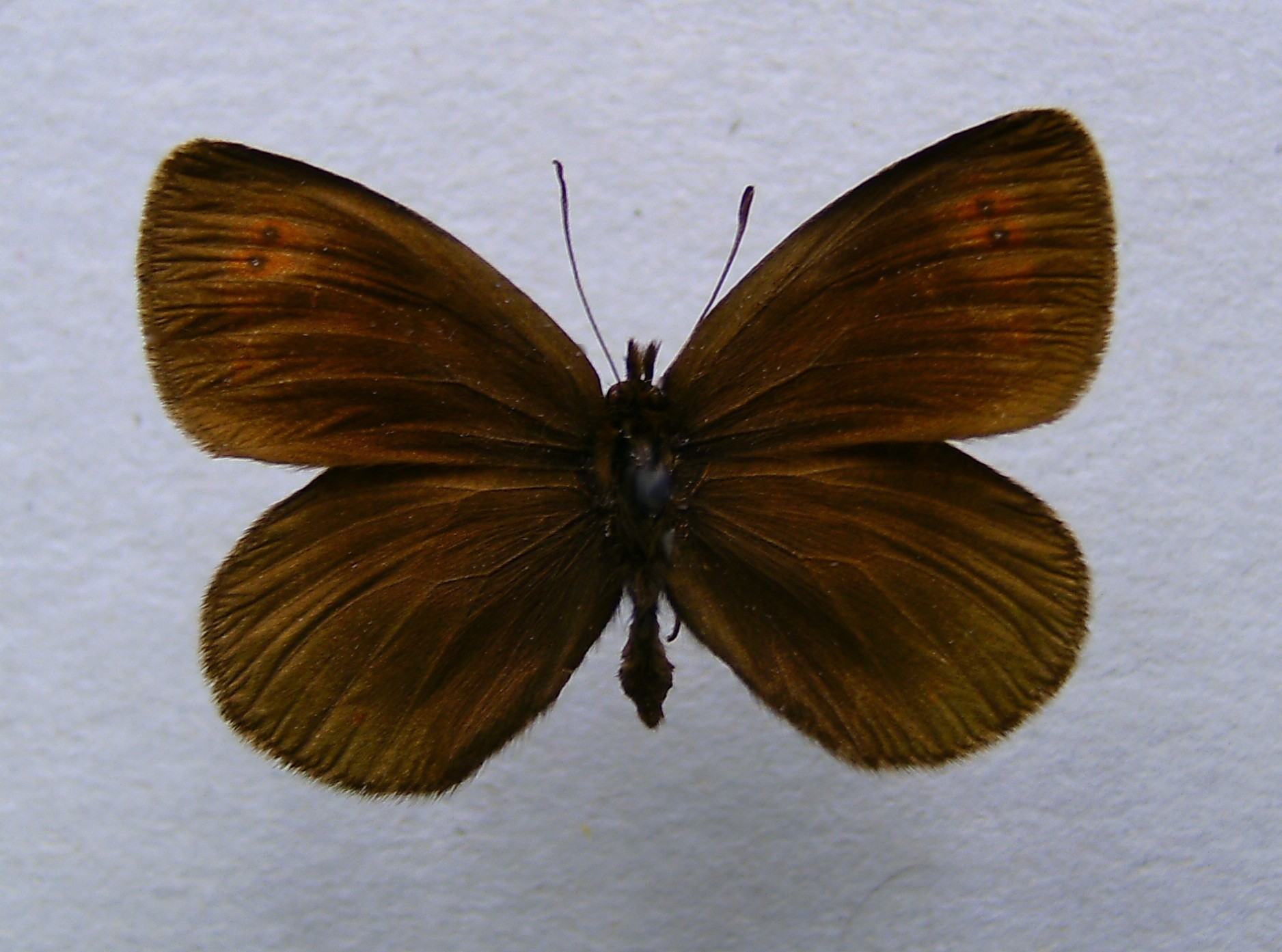
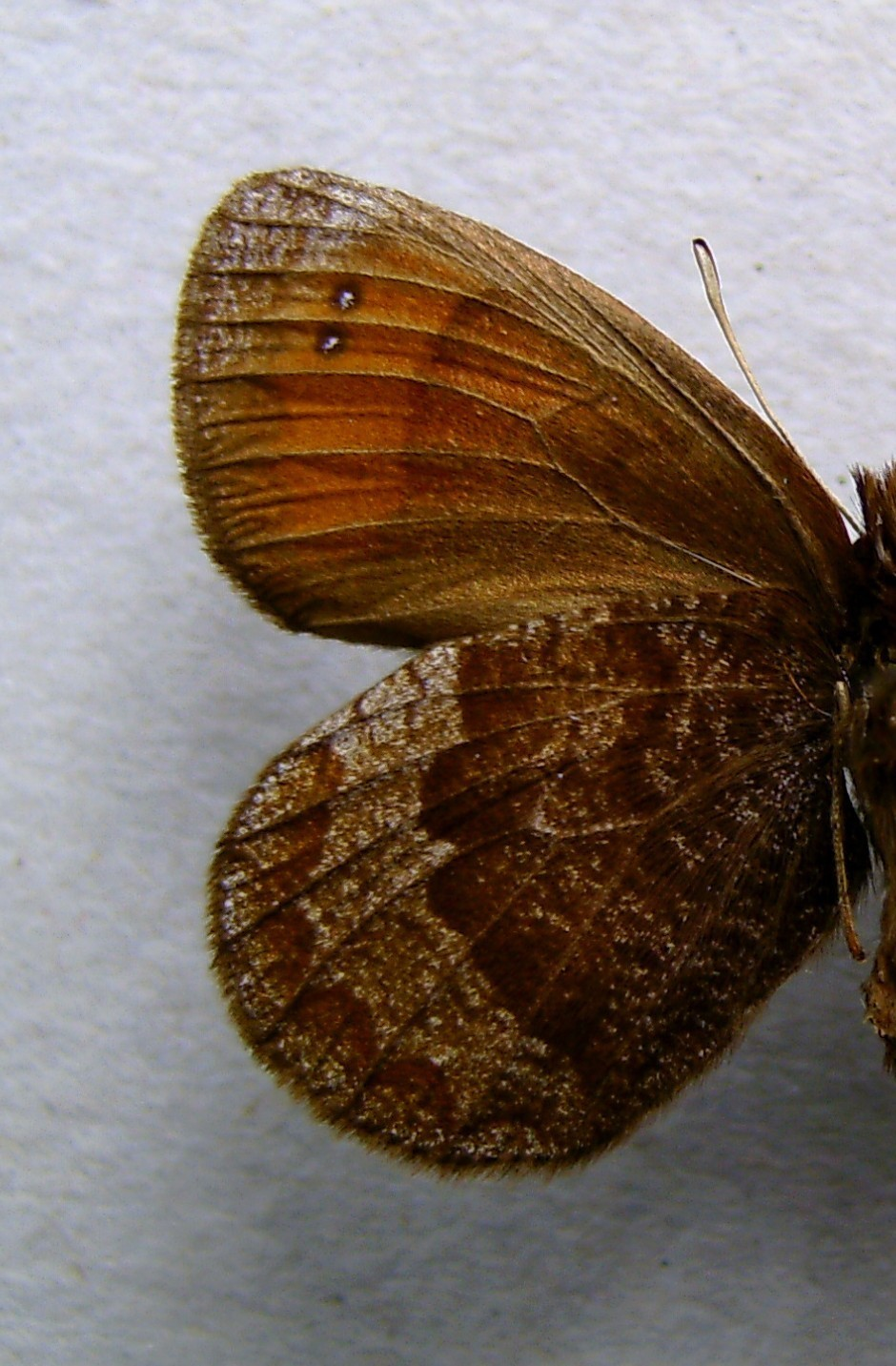